# Recherches
A Recherches foi fundada em 1965 por Félix Guattari para unir por meio de uma revista, um lugar e um espaço de encontro, grupos militantes em diferentes ambientes de trabalho social: psiquiatras, psicanalistas e enfermeiras, professores e educadores especializados, arquitetos, médicos, pesquisadores, estudantes, etc., unidos em uma vasta rede chamada "FGERI" (Fédération des Groupes d'études et de recherches institutionnelles).

## Histórico
A revista publicou a pesquisa de uma espécie de "cooperativa de pesquisadores" de uma rede que atuava em diferentes áreas sociais, o CERFI - Centre d'études, de recherches et de formation institutionnelles. O termo "institucional" refere-se à corrente de "psicoterapia institucional" criada durante a guerra por psiquiatras de vanguarda (François Tosquelles, Jean Oury), e na "pedagogia institucional" que dela deriva (Fernand Oury). Esses praticantes consideravam que o inconsciente freudiano não era uma noção reservada à psicologia de indivíduos capazes de fazer psicanálise, mas um fenômeno coletivo que atravessava todo o campo da sociedade e da história.

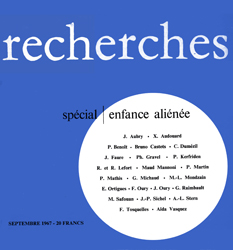
Revista Recherches nº 7

Os pesquisadores de FGERI e CERFI foram em sua maioria atraídos pelo redemoinho de maio de 1968 e pelas mutações que se seguiram a ele na década de 1970. Os resultados da pesquisa foram publicados na revista Recherches, mas também em livros publicados pela Éditions Recherches entre 1977 e 1982. Durante este período, a distinção entre "livro" e "revista" é frequentemente transgredida: a palavra "revista" está frequentemente presente apenas para indicar pesquisa , escritos, curiosidades singulares em rizoma. Uma aventura editorial única, já que Éditions Recherches foi originalmente uma criação do coletivo que produziu a revista e não o contrário. O último número da revista foi publicado em 1983. Diversas ciências humanas e sociais estiveram envolvidas, embora o método compartilhado por todos os autores fosse transdisciplinar: sociologia, arquitetura, planejamento urbano, equipamentos comunitários, educação, primeira infância, psiquiatria, economia política, história.
Desde 1983, Florence Pétry é responsável pela gestão de materiais do patrimônio da revista e pela direção editorial de Éditions Recherches.

## Ex-diretores
- 1967-1970: Liane Mozère
- 1970-1981: Félix Guattari
- 1981-1983: Liane Mozère